# Copa del Sol
Copa del Sol är en årlig internationell klubbfotbollsturnering som spelas på spanska sydkusten.
Den inledande turneringen hölls 3-12 februari 2010, en månad före avspark i de nationella serierna.
Turneringen är en chans för träning och matchspel för skandinaviska och östeuropeiska fotbollslag under vinteruppehållet.
Finalen 2010 kunde inte spelas på grund av kraftigt regn så Sjachtar Donetsk och CSKA Moskva fick dela på segern.